# 古巴视野国际频道
古巴视野国际频道（西班牙語：Cubavisión Internacional）是古巴广播电视机构（ICRT）旗下的国际电视频道。频道于1986年7月26日开播，以西班牙语全天24小时播出。节目以反映古巴历史、文化及观点为主，包括了时事、音乐、电视剧以及纪录片等，通过卫星及有线电视向全球播出。中国大陆的涉外公寓、宾馆及其他涉外机构可通过亚太六号卫星上的境外频道统一平台接收该频道。